# Bibliothèque municipale de Nantes
La bibliothèque municipale de Nantes est une bibliothèque municipale classée créée en 1753 qui rassemble et anime aujourd'hui un réseau de huit médiathèques et bibliothèques publiques de quartier, ainsi que cinq autres structures associées, réparties sur la ville de Nantes en France. Son siège se trouve à la médiathèque Jacques-Demy au 24, quai de la Fosse.

## Historique
La première bibliothèque publique est ouverte à Nantes le 29 novembre 1753 à la suite d'un accord entre la municipalité et les pères Oratoriens, ces derniers acceptant de mettre à disposition du public les ouvrages de leur bibliothèque dont le nombre était estimé à environ 10 000 volumes, moyennant la participation de la ville aux frais de fonctionnement, à hauteur de cinq cents livres pour le traitement du bibliothécaire et de trois cents autres pour l'enrichissement du fonds.
La Révolution favorisa l'enrichissement de la bibliothèque qui doubla de volume du fait des confiscations opérées durant cette période. En 1893, Don Bonnard, ancien bénédictin chargé de recenser les ressources de la bibliothèque municipale dénombra « le chiffre encore respectable de 22 429 volumes ».
Le 28 janvier 1803, les collections confisquées pendant la période révolutionnaire sont confiées aux municipalités.
En 1807, le maire Jean-Baptiste Bertrand-Geslin obtient de Napoléon Ier la promulgation d'un décret centralisant toutes les bibliothèques publiques de Loire-Inférieure à Nantes. La nouvelle bibliothèque fut alors installée le 26 février 1809 au premier étage de la « Halle au Blé » dont l'emplacement est aujourd'hui occupé par le square Fleuriot-de-Langle. Le bâtiment, somptueusement décoré par 60 bustes d'écrivains et d'hommes de sciences, comportait une vaste salle de lecture éclairée par de larges fenêtres. Le premier conservateur, Gaetano Carcani, entreprit la rédaction de ce qui aurait été le premier catalogue méthodique. Mais le temps lui manqua et il se contenta néanmoins de classer les livres en cinq grandes catégories : « Théologie », « Jurisprudence », « Sciences et Arts », « Belles Lettres » et « Histoire ». L'établissement de la bibliothèque relança l'intérêt des Nantais pour la lecture et pour la recherche, à tel point qu'il n'était pas rare de voir la salle de lecture pleine.
Au lendemain de la révolution de février 1848, Évariste Colombel est désigné maire de Nantes et nomme le poète Émile Péhant comme conservateur de la bibliothèque municipale. Péhant exercera cette fonction jusqu'à sa mort en 1876, la plus longue direction jamais exercée à Nantes, durant laquelle il mena une intense politique d'acquisition. Ainsi, la moyenne de l'accroissement du fonds par dons ou par achat n'était que de 300 par an entre 1809 et 1848. Après l'arrivée de Péhant cette moyenne monte jusqu'à 1 000 - 1 200 ouvrages par an. Cette politique est le fruit d'une concertation entre le conservateur et la municipalité qui en fit une préoccupation publique. Ainsi, Péhant, durant toute sa carrière qui dura 28 ans, fit passer le nombre d'ouvrage de 36 000 à plus de 100 000. Cet effort d'acquisition se doubla de l'élaboration du catalogue qui put être enfin réalisé. Le premier des six volumes sera publié en 1859, le dernier ne le sera qu'en 1874. Ses travaux sont poursuivis par les successeurs, Joseph Rousse et Marcel Giraud-Mangin (1872-1949) qui publient les septième et huitième volumes du catalogue, respectivement en 1897 et 1912.
Durant cette période, la « Halle au Blé » est démolie pour laisser la place à un « hôtel des Postes ». La bibliothèque municipale déménage donc en 1881 dans le couvent de la Visitation, puis s'installe le 19 avril 1900 dans les locaux du Musée des Beaux-Arts.
Par l'arrêté du 31 janvier 1920, le conservateur Marcel Giraud-Mangin, obtient sur sa proposition, que la municipalité autorise lui-même et son adjoint Louis Grimault, de cumuler leurs charges avec celle de conservateurs des archives municipales, recevant à ce titre des indemnités annuelles respectives de 2 000 et 1 800 francs. Cette situation de rattachement du service des Archives de ville à la bibliothèque municipale ne cessera qu'après le classement du dépôt d'archives en 1re catégorie par décision ministérielle du 25 avril 1975.
Après la Seconde Guerre mondiale, la bibliothèque municipale développe un réseau de structures annexes en inaugurant les premières bibliothèques de quartier : celles de Garde-Dieu et de Chantenay en 1945, celle d’Erlon en 1954 et celle du Breil-Malville en 1968. C'est également en 1968, que circule le premier bibliobus nantais qui parcourt la ville avec 6 000 volumes à son bord (un second bibliobus sera mis en service en 1996). Avril 1982 voit le début de l'informatisation de l'ensemble du réseau de lecture publique. En 1981 et 1982, deux autres bibliothèques de quartier ouvrent leurs portes : celles de Doulon et de la Halvêque, suivies en 1983 par celle de la Boissière. En 1984, l'ancienne manufacture des tabacs est réhabilitée et une bibliothèque de quartier de 600 m2 y est installée. Elle est la première bibliothèque multimédia et informatisée du réseau nantais.
Un an plus tard, en 1985, l'essentiel des fonds entreposés jusque-là dans une partie du musée des Beaux-Arts est transféré dans la nouvelle médiathèque Jacques-Demy qui réunit en centre-ville les fonctions patrimoniales, d’étude, de recherche et de lecture publique sur 10 000 m2, en reprenant le concept de la bibliothèque de la Manufacture inaugurée un an plus tôt. Sur les trente années qui suivent trois autres médiathèques sont inaugurées : en 1995, la médiathèque Luce-Courville (1 000 m2) remplace la bibliothèque de la Boissière (100 m2) ; en juin 2007, la médiathèque Floresca-Guépin (2 000 m2) remplace la bibliothèque de Doulon (120 m2) ; en octobre 2013, ouverture de la médiathèque Lisa-Bresner (1 500 m2).

## Structures du réseau
| \| Jacques-Demy/ · Centre Bermond-Boquié/ · Centre d'études verniennes Luce-Courville Floresca-Guépin Lisa-Bresner Breil-Malville Chantenay Halvêque Manufacture Musée Jules-Verne ESBANM Conservatoire Muséum \| Localisation des différentes médiathèques et bibliothèques municipales de Nantes, ainsi que des établissements associés. |
| Jacques-Demy/ · Centre Bermond-Boquié/ · Centre d'études verniennes Luce-Courville Floresca-Guépin Lisa-Bresner Breil-Malville Chantenay Halvêque Manufacture Musée Jules-Verne ESBANM Conservatoire Muséum |

### Médiathèques et bibliothèques publiques
- Médiathèque Jacques-Demy
- Médiathèque Luce-Courville
- Médiathèque Floresca-Guépin
- Médiathèque Lisa-Bresner
- Bibliothèque du Breil-Malville
- Bibliothèque de Chantenay
- Bibliothèque de La Halvêque
- Bibliothèque de la Manufacture

### Structures associées
- Centre Bermond-Boquié
- Centre d'études verniennes et musée Jules-Verne
- Bibliothèque de l'ESBANM
- Médiathèque du Conservatoire
- Médiathèque du Muséum

## La bibliothèque municipale en chiffres
En 2015, la bibliothèque municipale de Nantes qui emploie 160 personnes, proposait :
- 400 000 documents en accès libre ;
- 13 500 documents numérisés consultables à distance ;
- 284 000 documents patrimoniaux ;
- 204 000 documents d’étude en accès indirect ;
- 1 400 abonnements à des revues et à des ressources en ligne.

1 600 000 documents sont prêtés chaque année à plus de 46 500 adhérents.

## Collections
La bibliothèque conserve un important fonds Jules Verne au sein du Centre d'études verniennes et du musée Jules Verne, dont les collections sont issues de dons et d'une importante politique d'acquisitions : 95 manuscrits de l'écrivain, dont certains inédits, furent ainsi acquis en 1981 par la ville de Nantes.